# Yūto Kazama
Yūto Kazama (風間勇刀?, Kazama Yūto; Tokyo, 30 settembre 1970) è un doppiatore giapponese affiliato con l'agenzia Accent.
Il suo ruolo più conosciuto è stato finora quello di Matt Ishida dell'anime Digimon Adventure e del suo sequel, Digimon Adventure 02.

## Filmografia

### Anime
- Ask Dr. Rin! (Takashi Tokiwa)
- Buso Renkin (Hideyuki Okakura)[1]
- Cromartie High School (Noboru Yamaguchi)
- Digimon Adventure (Yamato Ishida)[2]
- Digimon Adventure 02 (Yamato Ishida)
- Kanokon (Saku Ezomori)[3]
- Mega Man Star Force (Yeti)
- Pokémon (Tabitha Ottavio)
- Pokémon Diamante e Perla (Koki)
- The Prince of Tennis (Billy Cassidy)
- Psychic Academy (Jyuo)
- Transformers: Galaxy Force (FangWolf/Snarl)

### Videogiochi
- Digimon Adventure (Yamato Ishida, MetalSeadramon)
- Digimon Rumble Arena (Yamato Ishida)
- Flame of Recca: Final Burning (Tendo Jigoku)
- Mega Man Zero (Zero, Aztec Falcon, Copy X)
- Mega Man Zero 2 (Zero, Phoenix Magnion)
- Mega Man Zero 3 (Zero, Copy X MK. II)
- Mega Man Zero 4 (Zero)
- Mega Man ZX (Giro, Modello Z)
- Mega Man ZX Advent (Modello Z)
- Shaman King: Funbari Spirits (poliziotto, tizio sospetto)
- SNK vs. Capcom: SVC Chaos (Zero)
- Super Robot Wars Z (Glen Anderson)

### Live action
- Power Rangers: Lost Galaxy (Deviot)